# Історична фабрика Масте-Барендорф
Історична фабрика Масте-Барендорф (нім. Historische Fabrikenanlage Maste-Barendorf. Historische Fabrikenanlage Maste-Barendorf) — пам'ятка культури і музей у місті Ізерлоні; у XIX столітті фабрика була промисловим поселенням, яке складалося з десяти будівель.

## Історія і опис
На початку XIX століття ізерлонські підприємці Дункер і Масте заснували на півночі від міста, на річці Барбах, фабрику з виробництва мідних виробів. Річка використовувалась для приведення в рух машин, установленних на підприємстві: спочатку це був прокатний станок і піч для відпалювання готових виробів. З часом був збудований ряд додаткових будівель, у котрих размістились фабричні цехи: ливарний, паяльний та інші. Так на цьому місці виникло ціле промислове поселення. У доповнення до голок, на підприємстві вироблялась меблева фурнітура, дверні ручки та свічники, які експортували не тільки у інші міста майбутньої Німецької імперії, але й у інші країни світу. У 1850 році співвласник Дункер вийшов з підприємства, у результаті чого компанія стала повністю належати сім'ї Масте. Після Першої світової війни будівлі заводу були продані або здані у оренду, а виробництво — зупинене.
У 1960-х роках у міської влади виникла ідея зберегти фабрику, створивши на базі вцілілих будівель промисловий музей, доступний для широкої публіки. Поступово будівлі були включені у список архітектурної спадщини міста і були повністю викуплені міською адміністрацією до 1981 року. Таким чином, у 1985 році, почалося будівництво музею і відновлення історичного селищя («Museums-und Künstlerdorfes»): у 1987 році на території фабрики був створений музей голок, який дозволив городянам отримати уявлення про найважливіше промислове виробництво міста у XIX столітті. Також було відновлене обладнання цеху по виробництву шпильок.
На початку XXI століття у ливарному цеху стали проводити демонстрації процесів, пов'язаних з литтям латунних деталей. Музей також пропонує і екскурсії для школярів і молоді. На його території проводять дитячі дні народження, а також — проходять весілля. Деякі будівлі використовують і як мистецькі майстерні: їх використовують у тому числі і призери змагань, що проводяться місцевим союзом «Märkischen Kulturkonferenz». Окрім того — як сама фабрика, так і територія навколо її, що обладнена велосипедними доріжками — стали популярним місцем відпочинку городян. На території історичної фабрики функціонує кафе. Також, тут регулярно організовується місцевий різдвяний ринок і рок-фестиваль.